# Shakar Dara (distrikt)
Shakar Dara är ett distrikt i Afghanistan. Det ligger i provinsen Kabul, i den nordöstra delen av landet, 20 kilometer nordväst om huvudstaden Kabul. Administrativ huvudort är Shakar Dara.
Distriktet beräknades år 2022 ha cirka 96 000 invånare.